# Ostrzelanie wyspy Yeonpyeong

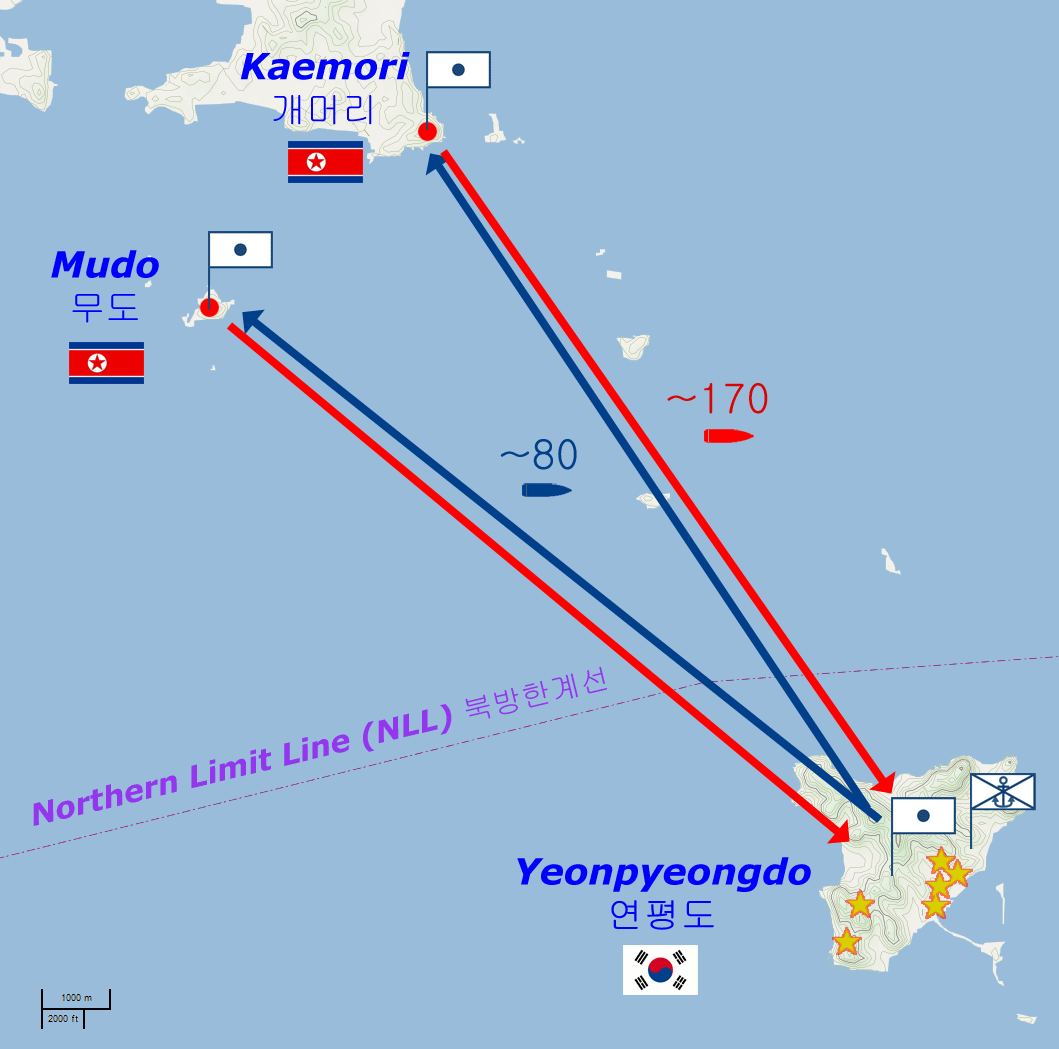
Linie wymian ognia

     A: Northern Limit Line (NLL, granica roszczeń Korei Południowej od 1953)
     B: Wojskowa linia demarkacyjna (granica roszczeń Korei Północnej od 1999)

Mapa ostrzału wyspy Yeonpyeong.
A: Northern Limit Line (NLL, granica roszczeń Korei Południowej od 1953)
B: Wojskowa linia demarkacyjna (granica roszczeń Korei Północnej od 1999)
1. Wyspa Yeonpyeong
2. Wyspa Baengnyeong
3. Daecheong Myeon
4. Jung-gu (Port lotniczy Seul-Incheon)
5. Seul
6. Incheon

Ostrzelanie wyspy Yeonpyeong – incydent na granicy oddzielającej Koreę Północną i Południową, mający miejsce 23 listopada 2010 o 14:34 czasu koreańskiego, gdy artyleria Armii Ludowej Korei Północnej zaczęła ostrzał południowokoreańskiej wyspy Yeonpyeong. Oficjalna agencja prasowa Korei Północnej, KCNA, oświadczyła, że ostrzał był przeprowadzony jako odpowiedź na południowokoreański „lekkomyślny atak na teren morski Korei Północnej”.

## Tło konfliktu
Od czasu podpisania zawieszenia broni pomiędzy Organizacją Narodów Zjednoczonych i Koreą Północną, Korea Północna prowadziła dysputy dotyczące zachodniej granicy morskiej należącej do Korei Południowej nazwanej Northern Limit Line. Zamiast uznać tę linię demarkacyjną, rząd Korei Północnej rości sobie prawo do terenów położonych na południe wraz z kilkoma wyspami należącymi do Korei Południowej, włączając Yeonpyeong. W celu zdobycia tego terytorium Korea Północna przeprowadziła kilka ataków w latach 90. XX wieku i na początku XXI wieku, doprowadzając do bitwy morskiej przy wyspie Yeonpyeong w 1999 i walki w tym samym rejonie w 2002. Do 2009 nie było większych incydentów w tym rejonie, kiedy napięte relacje pomiędzy państwami spowodowały kolejną bitwę morską przy wyspie Daecheong i doprowadziły do oskarżenia północnokoreańskiego okrętu podwodnego o zatopienie południowokoreańskiej korwety Cheonan przy wyspie Baengnyeong.

## Przebieg konfliktu
Dnia 23 listopada 2010 roku Korea Południowa przeprowadziła ćwiczenia marynarki wojennej. Około godz. 14:34 czasu koreańskiego, Korea Północna rozpoczęła ostrzał pozycji południowokoreańskich pociskami artyleryjskimi, na wyspie Yeonpyeong. Na ostrzał, który obejmował bazę wojskową Korei Południowej, a także kilka budynków cywilnych, wojska Korei Południowej odpowiedziały ogniem artylerii. W wyniku awarii zasilania na wyspie Yeonpyeong i kilku pożarów wywołanych ostrzałem z Korei Północnej, wojska Korei Południowej nakazały ewakuację ludności cywilnej do bunkrów. Korea Południowa wzmocniła obszar myśliwcami F-16.
Korea Północna wystrzeliła ponad 100 pocisków, a Korea Południowa 80.

## Następstwa
Ostrzał na wyspę Yeongpyeong spowodował śmierć dwóch żołnierzy piechoty morskiej Korei Południowej, dwóch cywili oraz ranienie 18 innych, w tym 6 poważnie. W wyniku ostrzału kilkadziesiąt budynków stanęło w ogniu.
Atak Korei Północnej miał wpływ na globalny rynek finansowy. Azjatyckie waluty straciły na wartości wobec dolara amerykańskiego i euro. Ostrzał był powodem zwołania spotkania Banku Korei w celu omówienia wpływu walk na rynek Korei. 25 listopada po fali społecznej krytyki w związku ze słabą reakcją na atak KRLD na Yeonpyeong zdymisjonowany został Minister Obrony Korei Południowej Kim Te Jung, którego na stanowisku zastąpił Kim Kwan Dzin.

## Reakcje międzynarodowe
- Argentyna: Rząd Argentyny wyraził „zdecydowane potępienie tego incydentu”[16].
- Australia: Premier Julia Gillard potępiła atak i wyraziła zaniepokojenie północnokoreańską prowokacją[17].
- Brazylia: Prezydent Luiz Inácio Lula da Silva „potępił wszelkie próby ataku ze strony Korei Północnej”. Według niego,„Brazylia pod żadnym pozorem nie pozwoli żadnemu państwu na gwałcenie praw innego suwerennego narodu”[18].
- Bułgaria: MSZ potępił atak i zwrócił się do obu stron do powstrzymania się od dalszych prowokacji[19].
- Japonia: Japoński premier Naoto Kan nakazał rządowi „przygotowanie się na każdą ewentualność”[20].
- ONZ: Sekretarz generalny Ban Ki-moon potępił incydent przekazując wyrazy głębokiego zaniepokojenia przewodniczącemu Rady Bezpieczeństwa Markowi Lyall Grantowi[21].
- Peru: Peruwiańskie MSZ silnie potępiło atak i wezwał Koreę Północną do respektowania Karty Narodów Zjednoczonych[22].
- Polska: Polskie MSZ wyraziło zaniepokojenie „wymianą ognia wokół południowokoreańskiej wyspy Yeonpyeong, w wyniku czego są zabici i ranni” oraz że „żywi nadzieję, iż obie strony unikną eskalacji napięcia, która mogłaby przerodzić się w kryzys stanowiący poważne zagrożenie dla bezpieczeństwa w Azji Wschodniej i mieć negatywne skutki dla całego świata”[23].
- Unia Europejska: Catherine Ashton potępiła atak i wezwała Koreę Północną do przestrzegania koreańskiej umowy o zawieszeniu broni[24].
- Stany Zjednoczone: Stany Zjednoczone mocno potępiły atak i wezwały Koreę Północną do „zatrzymania swoich napastliwych akcji”[25].